# Lagune Aleusco
La Lagune Aleusco encore appelée Lagune Dulce, est un lac d'Argentine, situé sur le territoire de la province de Chubut, dans le département de Languiñeo, en Patagonie.

## Géographie
La lagune Aleusco est située sur le rebord oriental de la Sierra de Tecka, dans la zone occidentale du plateau de Patagonie. Son bassin est endoréique.
Le lac est légèrement allongé dans le sens nord-ouest/sud-est. Il se trouve à 4 km au nord-est du cerro Aleusco (1 200 mètres d'altitude), un ancien volcan. Il est situé une cinquantaine de kilomètres au nord-est de la ville de Tecka.
Il s'inscrit sur le territoire de la réserve provinciale Laguna Aleusco. Les eaux douces de ce lac constituent un habitat de choix pour de nombreuses espèces d'oiseaux.

## Accès
Depuis Esquel, on accède au lac en empruntant la route nationale 40 vers le sud-est sur une distance de 35 kilomètres. Il faut alors prendre à gauche la route provinciale 62 (ancienne route nationale 25 jusqu'en 2004), puis continuer 40 km. La lagune Aleusco se trouve alors à une dizaine de km du côté droit.

## Hydrologie
Le bassin versant de la lagune Aleusco ne bénéficie pas de précipitations abondantes et l'évaporation y est forte. Durant les années humides, le trop-plein d'eau s'écoule par son émissaire qui naît sur sa rive nord, et alimente une vaste lagune saumâtre intermittente, distante de 1 500 mètres.